# Schule (Wissenschaft)
Eine (wissenschaftliche) Schule (auch Lehrtradition oder Denktradition oder ungenauer Lehre oder Strömung) ist eine Gruppe ähnlich denkender oder ähnlich arbeitender Wissenschaftler. Der Begriff wird traditionell in den Geistes- und Gesellschaftswissenschaften verwendet, insbesondere in Bezug auf Philosophen, aber auch außerhalb der Wissenschaft bspw. in Bezug auf Religionsanhänger oder Künstler (siehe Schule (Künstler)).
Eine Schule ist keine feste Institution – die Zuordnung in eine Schule basiert lediglich auf der Einordnung durch andere. Oft wird sie von einem einzelnen oder nur wenigen Wissenschaftlern „geschaffen“, deren Denken bzw. deren Methode als revolutionär gilt, den „Begründern“.

## Begriffsverwendung
Wie gebräuchlich der Terminus „Schule“ im Zusammenhang mit Wissenschaft ist, zeigt sich an dem Ausdruck Wiener Schule, der sich auf Schulen aus der bildenden Kunst und der Musik sowie auf weitere Schulen aus mehreren Wissenschaftsdisziplinen bezieht. Viele weitere wissenschaftliche Schulen sind nach ihrem Universitätsort benannt wie die Bielefelder Schule, die Kölner Schule (hier sogar für mehrere Fachgebiete), die Leipziger Schule und die Tübinger Schule, so auch außerhalb des deutschsprachigen Bereichs etwa die École de Paris oder die École de Lille. Zu den Schulbildungen zu zählen sind aber auch Gruppierungen, die nicht das Wort „Schule“ im Namen tragen, wie der Wiener Kreis. Philosophische Schulen werden auch nach dem herausragendsten Vertreter der Denktradition benannt.

## Beispiele nach Fachgebiet

### Philosophie
In der Philosophie wurde in der zweiten Hälfte des 20. Jahrhunderts besonders die Frankfurter Schule bekannt, die in Philosophie und Soziologie eine „Kritische Theorie“ der Gesellschaft vertrat. Als Erlanger Schule werden verschiedene Denkrichtungen bezeichnet, die an der Universität Erlangen entstanden sind, besonders der Methodische Konstruktivismus in der Wissenschaftstheorie. Um die Wende des 19. zum 20. Jahrhundert spielten in der deutschsprachigen Philosophie mit der Marburger Schule und der Südwestdeutschen Schule zwei konkurrierende Ausprägungen des Neukantianismus eine besondere Rolle. Philosophische Schulen werden auch nach dem herausragendsten Vertreter der Denktradition benannt, etwa die Kantianer und Neukantianer, Hegelianer, Junghegelianer und Neuhegelianer sowie die philosophisch-politischen Gruppierungen der Marxisten, Leninisten und Trotzkisten.

### Sozialwissenschaften
In der deutschen Politikwissenschaft entwickelten sich ab den 1950er Jahren mit der Kölner Schule, der Marburger Schule und der Freiburger Schule ebenfalls mehrere Schulen. Die Soziologie war neben der Frankfurter Schule auch von der soziologischen Kölner Schule geprägt.

### Rechtswissenschaft
Die Rechtswissenschaft hat etwa die Historische Rechtsschule hervorgebracht.

### Geschichte
In der Frühmittelalterforschung ist die sogenannte Wiener Schule um Reinhard Wenskus, Herwig Wolfram und Walter Pohl eine prägende Kraft der modernen Ethnogenese-Forschung.

### Sprach- und Literaturwissenschaften
In der Literaturwissenschaft ist insbesondere die Konstanzer Schule mit ihrer Rezeptionsästhetik von Bedeutung, und in der Philologie etwa die Übersetzerschule von Toledo.

### Psychologie
In neuerer Zeit haben sich auch in der Psychologie und Psychotherapie vielfältige Schulen gebildet. Ihre Bezeichnungen sind häufig vom jeweiligen zentralen theoretischen Ansatz abgeleitet (vgl. Lück/Sewz 2007).

### Medizin
Auch auf dem Gebiet der Medizin gab bzw. gibt es derartige, meist nach Professoren benannte, Schulen, so etwa auf dem Gebiet der Chirurgie die Billroth-Schule in Wien, die Zenker-Schule und die Sauerbruch-Schule.

## Ursprung und Folgen
Schulbildung in der Wissenschaft kann unterschiedlich bedingt sein und sich innovationshemmend auswirken – etwa wenn Mitglieder einer solchen Schule sich in Zitatenkartellen oder bei der Besetzung von Lehrstühlen unterstützen. Die zeitgeschichtlich zögerliche Aufarbeitung der Rolle von Wissenschaftlern während des Dritten Reiches hing teilweise auch damit zusammen, dass akademische Schüler eine Schädigung des Ansehens ihres Lehrers insbesondere bei bedenklichen Verstrickungen in den Nationalsozialismus zu verhindern suchten.